# Nowoiwanowskaja
Nowoiwanowskaja (ros. Новоивановская) – stanica w Rosji, w Kraju Krasnodarskim, w rejonie nowopokrowskim. W 2010 liczyła 1654 mieszkańców.